# Fort Stockton (Liberia)
Koordinaten: 6° 19′ 10″ N, 10° 48′ 27″ W
Das Fort Stockton war eine Befestigungsanlage auf dem Capitol Hill von Monrovia in Liberia.

## Geschichte

### Befestigter niederländischer  Handelsstützpunkt
Seit Mitte des 17. Jahrhunderts nutzte die Niederländische Westindien-Kompanie den Naturhafen in der Mündung des Saint Paul River beim Kap Mesurado als Handelsposten an der Pfefferküste. Die Niederländer gründeten eine Siedlung mit einer Landungsbrücke und errichteten auf dem höchsten Punkt von Kap Mesurado – heute im westlichen Teil des Capitol Hill eine Befestigungsanlage. Diese Festung bestand aus einer Wallanlage auf dem Berg, die mit mehreren Steingebäuden für die Besatzung und Palisaden gesichert war.
Infolge der erfolgreichen Entwicklung der Kolonien in Niederländisch-Indien und der Kapkolonie schwand das Interesse der Niederländer an dieser Handelskolonie an der Guinea-Küste. Die Station in Monrovia wurde im 18. Jahrhundert aufgegeben, die Festung verfiel. Heute können die Überreste gegen ein Entgelt besichtigt werden.

### Neugründung als „Fort Stockton“

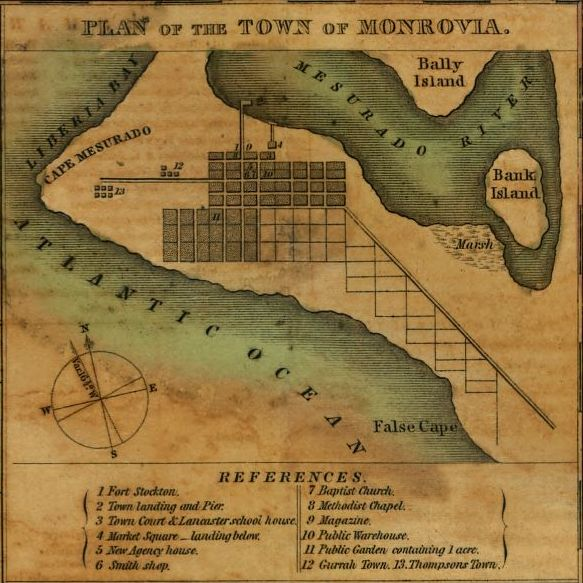
Eintrag mit (1) im Stadtplan Monrovia von 1830

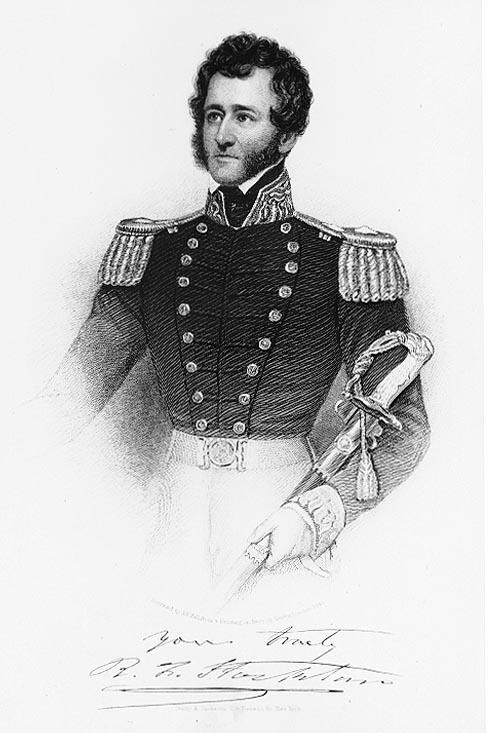
Robert F. Stockton – als Marineoffizier der US-Navy

Mit der Neugründung der Siedlung Monrovia unter der Leitung von Jehudi Ashmun durch die American Colonization Society zum Zweck der Ansiedlung ehemaliger Sklaven aus den Vereinigten Staaten wurde der Schutz der Siedler und des Ankerplatzes erforderlich. So ankerten im Verlauf des Jahres 1831 bereits 46 Versorgungsschiffe im Hafen von Monrovia. Die als Dutch Fortress bezeichnete Ruine wurde renoviert und erhielt den Namen Fort Stockton – nach Robert Field Stockton, einem verdienten US-Marineoffizier, der in den Gründungsjahren Liberias für den Schutz der Siedlungen eintrat.

### Küstenbatterie „Fort Norris“
Die Siedler erweiterten die veralteten Festungsanlagen und errichteten weitere Schanzen. Zeitgleich entstand am Kap eine Küstenbatterie. Diese wurde als Fort Norris bezeichnet und bestand nur aus den Geschützstellungen für die Kanonen. Wegen der häufigen Regenfälle musste auch dort ein festes Gebäude für die Lagerung der Schießpulvervorräte und der Munition vorhanden sein. Man kam auf die geniale Idee, den bereits geplanten Leuchtturm für diese Zwecke zu nutzen. Das Erdgeschoss des Turmes wurde besonders massiv ausgelegt und diente jahrzehntelang als Pulverturm.
Die Artillerie-Bewaffnung Liberias bestand in der Gründungszeit aus 15 Kanonen (ausgemusterte Schiffsgeschütze) und 3 kleineren Kanonen. Zeitweise wurden 5 Geschütze an andere Orte der Kolonie ausgeborgt, aber um 1840 wurden alle Geschütze zurückbeordert.
Dass die mit großer Mühe ausgebauten Befestigungen ihre Berechtigung hatten, bewies ein Piratenüberfall auf die im Hafen von Monrovia ankernden amerikanischen Versorgungsschiffe – die Brigg John  aus Portland und der Schoner Bona  aus Baltimore wurden ausgeraubt und die überrumpelten Siedler ausgeplündert.

### Kämpfe mit dem Stützpunkt  „Trading Town“ der Sklavenhändler
Ein wesentliches Interesse der amerikanischen Gesellschaft war die Unterbindung des Sklavenhandels, der noch in der ersten Hälfte des 19. Jahrhunderts die Küste der heutigen Staaten Liberia und Elfenbeinküste umfasste und Sklaven nach Brasilien und auf verschiedene Inseln der Karibik auslieferte.
Ein Stützpunkt der Sklavenhändler und eine ständige Bedrohung war der Ort Trading Town an der Atlantikküste bei Buchanan, jetzt im Gebiet des liberianischen Fischerdorfes Didi.
Die US-Navy hatte zum Schutz der Siedler ein Kriegsschiff an die liberianische Küste entsandt und operierte von Monrovia aus, um Schiffe der Sklavenhändler aufzubringen. Die Machthaber in „Trading Town“ rächten sich für diese Eingriffe in ihre „Handelsgeschäfte“, indem sie im Bündnis mit einem Piratenschiff das zuvor ausgespähte Monrovia überfielen und die Siedler in die Flucht schlugen. Nur wenige Tage nach diesem Ereignis traf ein weiteres Kriegsschiff der US-Navy ein und segelte unverzüglich zum Stützpunkt der Sklavenhändler. Bei der Kanonade wurde das Pulvermagazin von „Trading Town“ durch einen Volltreffer zerstört, dabei fand die Mehrzahl der Besatzung und der mit ihnen verbündeten Piraten den Tod. Die mit den Sklavenhändlern verbündeten Stämme wurden damit einer Einkommensquelle entzogen und blieben noch über Jahrzehnte erbitterte Feinde der Siedler.

### Liste der ersten Besatzung

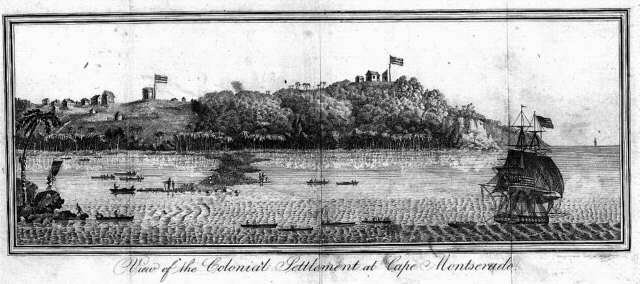
Kap Mesurado und Monrovia (Mitte 19. Jahrhundert).
Beide Befestigungen sind mit Fahnen markiert

Dank umfangreicher Korrespondenz sind die Namen der ersten Kommandanten und die Besatzungsstärke der Garnison von Fort Stockton bekannt.
- James C. Barbour – Captain der Bürgermiliz von Liberia (Volunteers) und deren Kommandant
- Frederic James   – Captain der Küstenbatterie Fort Norris und stellvertretender Kommandant
- A.D. Williams – 1. Leutnant der Bürgermiliz
- William L. Wearer – 1. Leutnant der Küstenbatterie
- Elijah Johnson – 2. Leutnant der Bürgermiliz
- Jordan Williams – Fähnrich der Bürgermiliz
- A. Curtis und Robert A. Barbour  – Serganten der Bürgermiliz

Die Truppenstärke wurde mit 90 Soldaten ausgewiesen, alle wehrfähigen Siedler wurden als Bürgermiliz vereidigt und stellten den Großteil der Verteidiger.

## Heutiger Befund
Die geringe Siedlungsfläche in der City von Monrovia führte schon vor 100 Jahren zu einer Aufgabe der Festung, die Wälle und Gebäude wurden abgetragen, das Areal ist heute überbaut. Auch die Bauten der Küstenbatterie sind nicht mehr auffindbar.